# Santinezia ortizi
Santinezia ortizi is een hooiwagen uit de familie Cranaidae.